# Scopolamine
Scopolamine, ook bekend als hyoscine, of Duivelsadem is een tropaanalkaloïde dat gebruikt wordt als geneesmiddel. Het komt voor in de planten uit de nachtschadefamilie: bilzekruid, klokbilzekruid, wolfskers en doornappel. In alle planten uit het geslacht Datura is scopolamine het meestvoorkomende alkaloïde.
De stof is opgenomen in de lijst van essentiële geneesmiddelen van de WHO.

## Werking
Scopolamine heeft een anticholinerge werking, wat wil zeggen dat het de prikkeloverdracht door de neurotransmitter acetylcholine remt, zowel perifeer (in de muscarinerge acetylcholinereceptoren van het gladde spierweefsel van onder andere het hart) als centraal (acetylcholinereceptoren in het centraal zenuwstelsel).
Het werkingsmechanisme van scopolamine lijkt op dat van atropine, met als grootste verschil dat scopolamine een remmend effect op het centrale zenuwstelsel heeft en vermoeidheid, slaap en geheugenverlies veroorzaakt. Atropine heeft een stimulerend effect op het centraal zenuwstelsel. Het effect op de perifere weefsels duurt bij scopolamine ook minder lang dan bij atropine.

## Dosering
Na toediening van hogere doseringen scopolamine, kan aanvankelijk nog een korte fase van op atropinevergiftiging gelijkende delier en opwinding plaatshebben, die gepaard gaat met duizeligheid, onzekere bewegingen en moeilijk en onduidelijk spreken. Vervolgens gaat de persoon minder praten en bewegen en volgt een periode van slaap van meestal vijf à acht uur. Bij gebruik van hogere doseringen is de persoon nog een aantal uren versuft, maar bij lagere doseringen is dat niet het geval. Wel zijn na ontwaken een droge keel en een dorstgevoel aanwezig. De ademhalingsfrequentie neemt door scopolamine af, in tegenstelling tot atropine wordt het ademhalingscentrum niet gestimuleerd door scopolamine.
Bij lagere zoogdieren lijkt scopolamine veel sneller dan atropine afgebroken te worden.

## Chemische aspecten
Scopolamine verschilt van het verwante atropine door de aanwezigheid van een zuurstofatoom in het scopinedeel van het molecule. Scopolamine is linksdraaiend, maar wordt snel omgezet in een racemisch mengsel, dat atroscine wordt genoemd. In farmaceutische scopolaminepreparaten is scopolamine als atroscine aanwezig, wat inhoudt dat het half zo effectief is op perifere weefsels, omdat de rechtsdraaiende variant daarop inactief is. Het effect op het centraal zenuwstelsel is voor de links- en rechtsdraaiende variant echter gelijk.
Scopolamine wordt als geneesmiddel gebruikt om misselijkheid en braken bij reisziekte te verminderen. Het middel wordt voornamelijk gebruikt in pleisters waarmee de stof door de huid wordt opgenomen. Deze pleisters worden achter het oor geplakt, met het doel het evenwichtsysteem in de hersenen in balans te brengen. Scopolamine wordt in Nederland onder de merknaam Scopoderm TTS (Novartis) op de markt gebracht. De therapeutische dosis ligt ruim onder de toxische dosis. De LD50 van scopolamine is 100 mg per kilogram lichaamsgewicht bij muizen. Wel treedt na enige tijd gewenning op, waardoor de dosis verhoogd moet worden. In dierproeven verhindert ginseng geheugenverlies door scopolamine doordat het de cholineopname versterkt en de vrijgifte van acetylcholine vergemakkelijkt.

## Indicatie
Sinds het midden van de jaren tachtig is scopolamine als geregistreerd geneesmiddel op de markt ter voorkoming van misselijkheid, braken en duizeligheid bij reisziekte. Bij dit gebruik wordt een scopolaminepleister met gereguleerde afgifte voorgeschreven. Deze pleister bevat 1 tot 1,5 mg scopolamine. De pleister moet 6 tot 15 uur voor aanvang van de reis achter het oor worden geplakt en mag maximaal 72 uur blijven zitten.
Scopolamine wordt ook (ongeregistreerd) gebruikt bij overmatige speekselproductie. De dosering en toediening is hierbij ook een pleister met 1,5 mg scopolamine. Een andere ongeregistreerde indicatie is het gebruik als mydriaticum, om de pupil te verwijden. Hierbij wordt een oplossing van 2,5 mg/L scopolamine in het oog gedruppeld. De dosering hierbij is 1 tot 2 druppels maximaal 3 keer per dag.
In Nederland werden in 2006 3.842 recepten scopolamine uitgegeven.

## Scopolamine in populaire cultuur
- Scopolamine is in de Tweede Wereldoorlog door de Duitsers, en later door de Amerikanen, als waarheidsserum getest, maar onvoldoende effectief bevonden. In films komt het gebruik van scopolamine als hulpmiddel bij ondervragingen nog met enige regelmaat terug. Zo wordt in de film The Guns of Navarone (1961) Maj. Roy Franklin, ter ondervraging ingespoten met scopolamine.[7]
- Tijdens een van de opnamen voor het BNN-programma Try Before You Die namen presentator Sander Lantinga en zijn crew een scopolaminepil om luchtziekte tijdens een paraboolvlucht te voorkomen. De pil bevatte volgens het Medisch Tuchtcollege te Amsterdam een tienvoudige[8] hoeveelheid scopolamine en de BNN-medewerkers ondergingen een bad trip.[9]
- In Zuid-Amerikaanse landen wordt het middel misbruikt als rape/rob drug. Scopolamine wordt dan bij het uitgaan in drankjes gedaan.[10]
- In Nederland heeft het Openbaar Ministerie (OM) te Arnhem in november 2015 zestien jaar cel geëist tegen een 43-jarige man die wordt verdacht van het drogeren met scopolamine van drie homoseksuele mannen om hun pinpas te bemachtigen.[11]